# Mistrzostwa Galicji w piłce nożnej (1913)
W mistrzostwach nie wzięła udziału drużyna Czarnych Lwów zawieszona w prawach członka ZPPN za rozegranie meczu z klubem należącym do federacji konkurencyjnej wobec FIFA.

## Tabela
| M | Nazwa klubu  | Mecze | Zwycięstwa | Remisy | Porażki | Bilans bramkowy | Punkty |
| 1 | Cracovia     | 4     | 2          | 2      | 0       | 10-4            | 6      |
| 2 | Wisła Kraków | 4     | 2          | 0      | 2       | 5-8             | 4      |
| 3 | Pogoń Lwów   | 4     | 0          | 2      | 2       | 4-7             | 2      |

Legenda:
|  | Mistrz Galicji |

## Mecze
- 08.05.1913 Cracovia – Wisła Kraków 2:1
- 08.06.1913 Cracovia – Pogoń Lwów 2:2
- 22.06.1913 Pogoń Lwów – Wisła Kraków 0:2
- 14.09.1913 Wisła Kraków – Pogoń Lwów 2:1
- 05.10.1913 Pogoń Lwów – Cracovia 1:1
- 09.11.1913 Wisła Kraków – Cracovia 0:5 (wo.)

w ostatnim meczu orzeczono walkower (na boisku wygrała Wisła 1:0), bo w drużynie Wisły Kraków wystąpili nieuprawnieni zawodnicy ze Sparty Praga (Pek i Spindler)